# Baie de Paldiski
La baie de Paldiski (estonien : Paldiski laht) ou baie de Pakri  (estonien : Pakri laht) est une baie du  golfe de Finlande située au nord du comté de Harju en Estonie.

## Géographie
La baie est située entre la Péninsule de Pakri et la Petite Pakri.

## Galerie

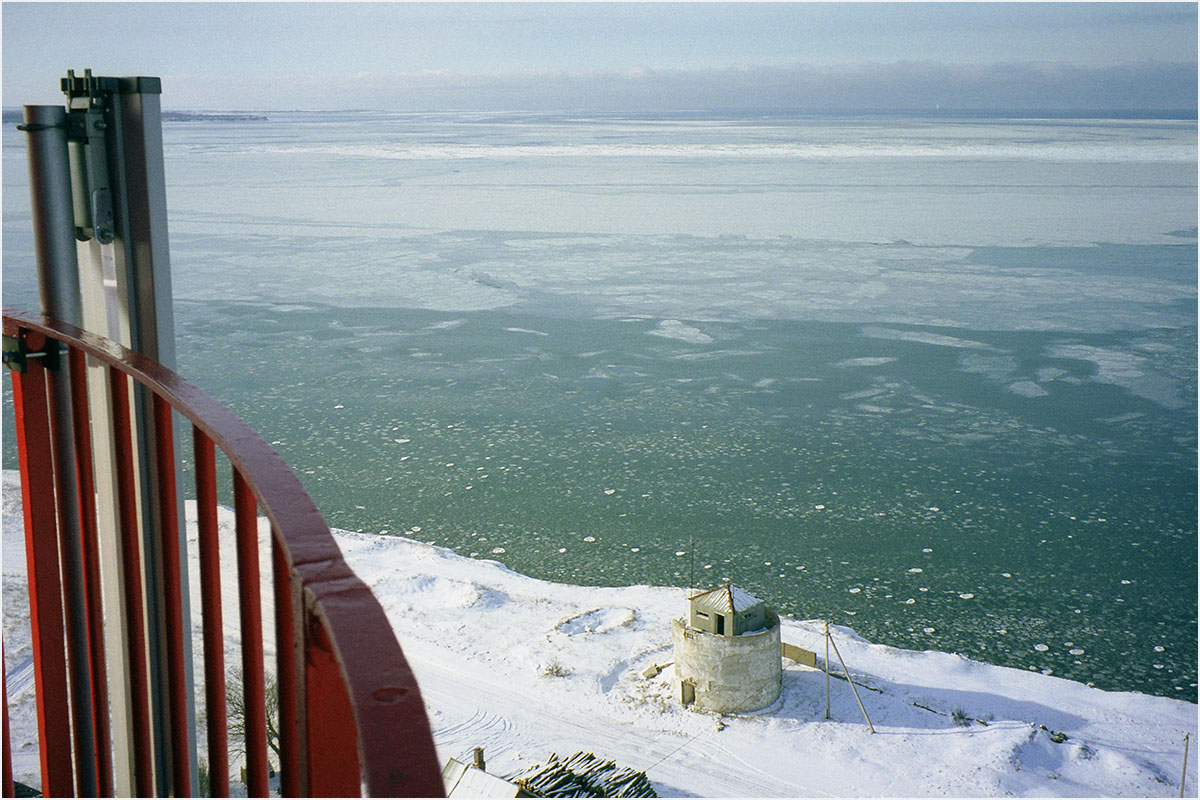
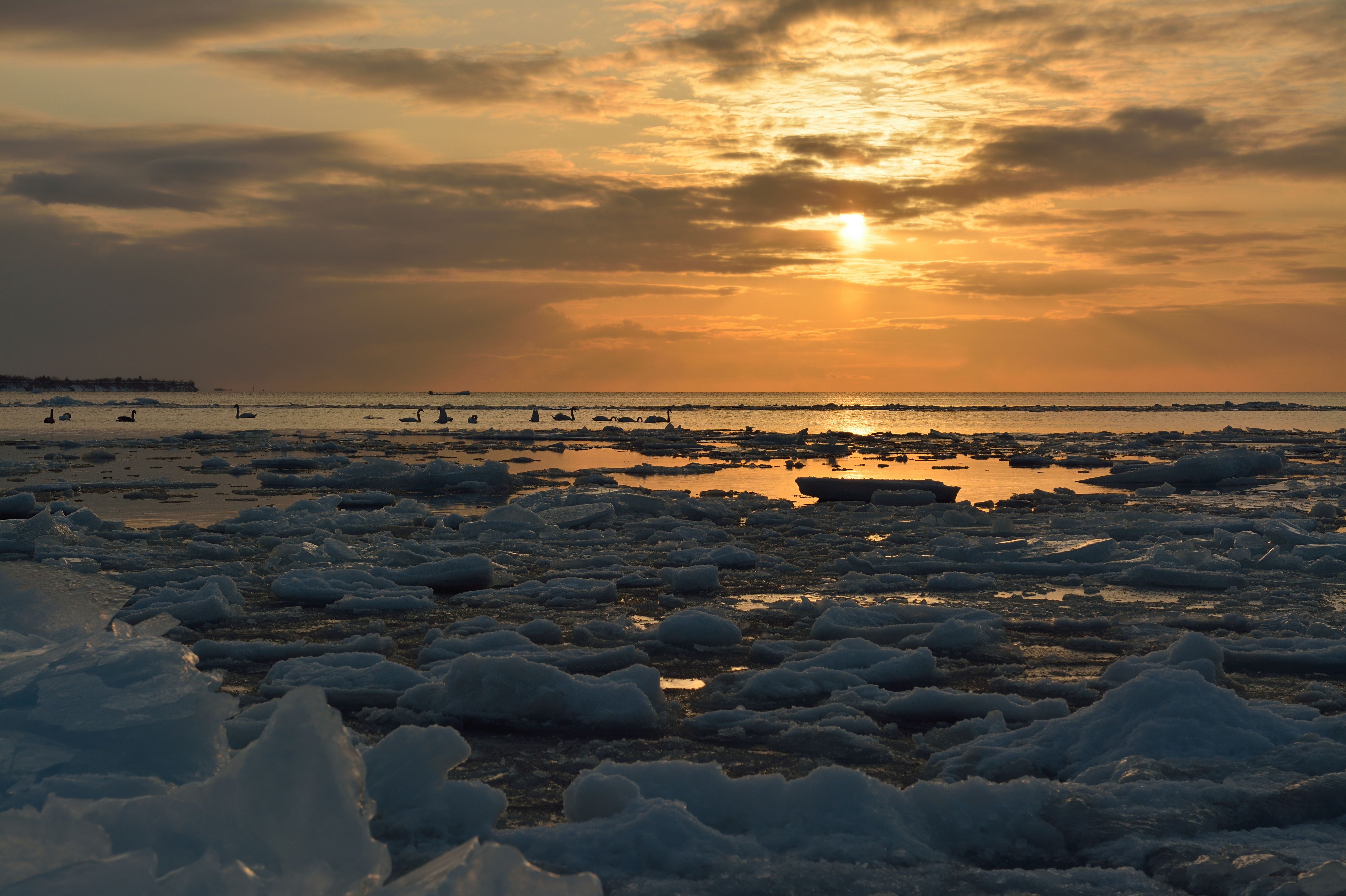
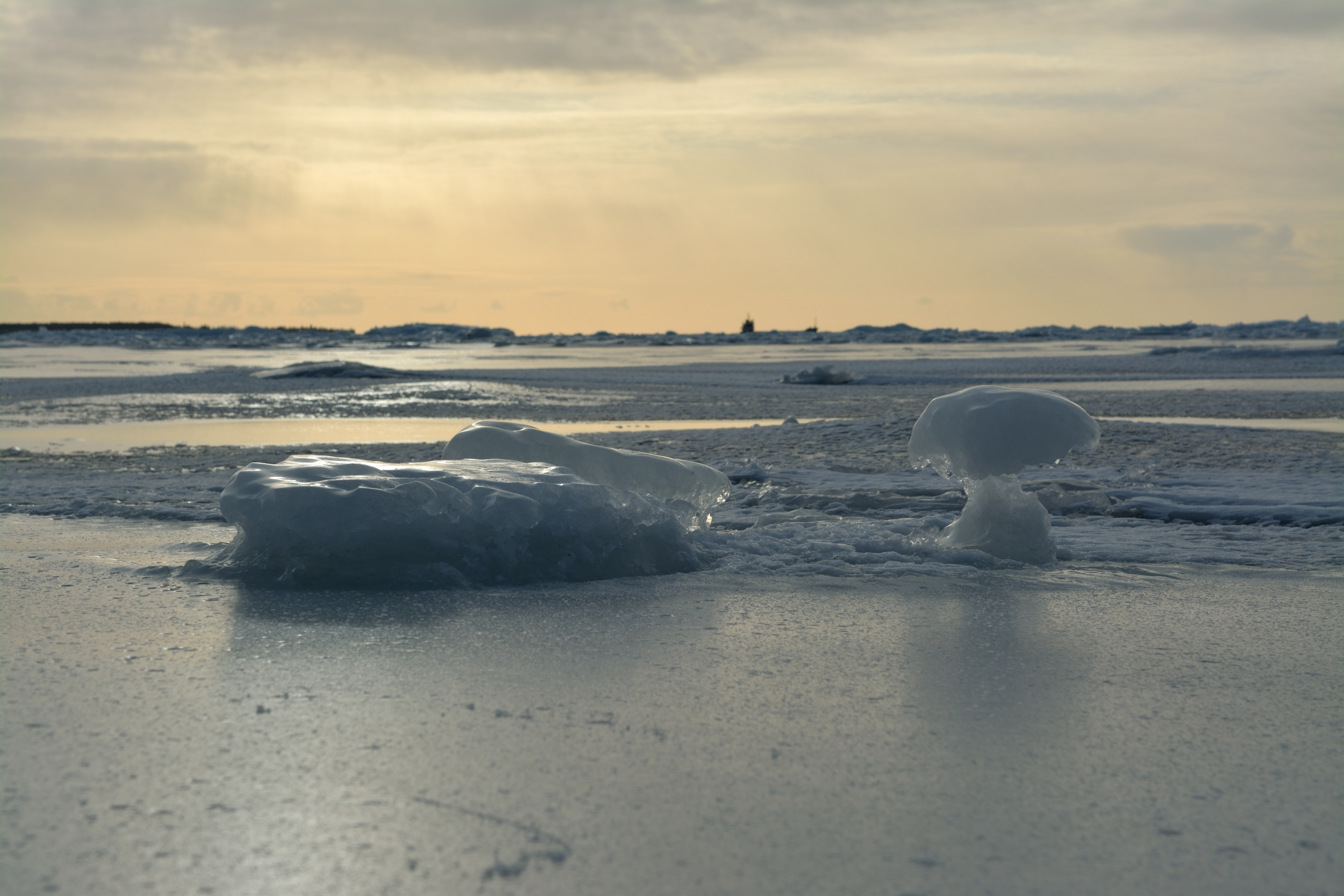
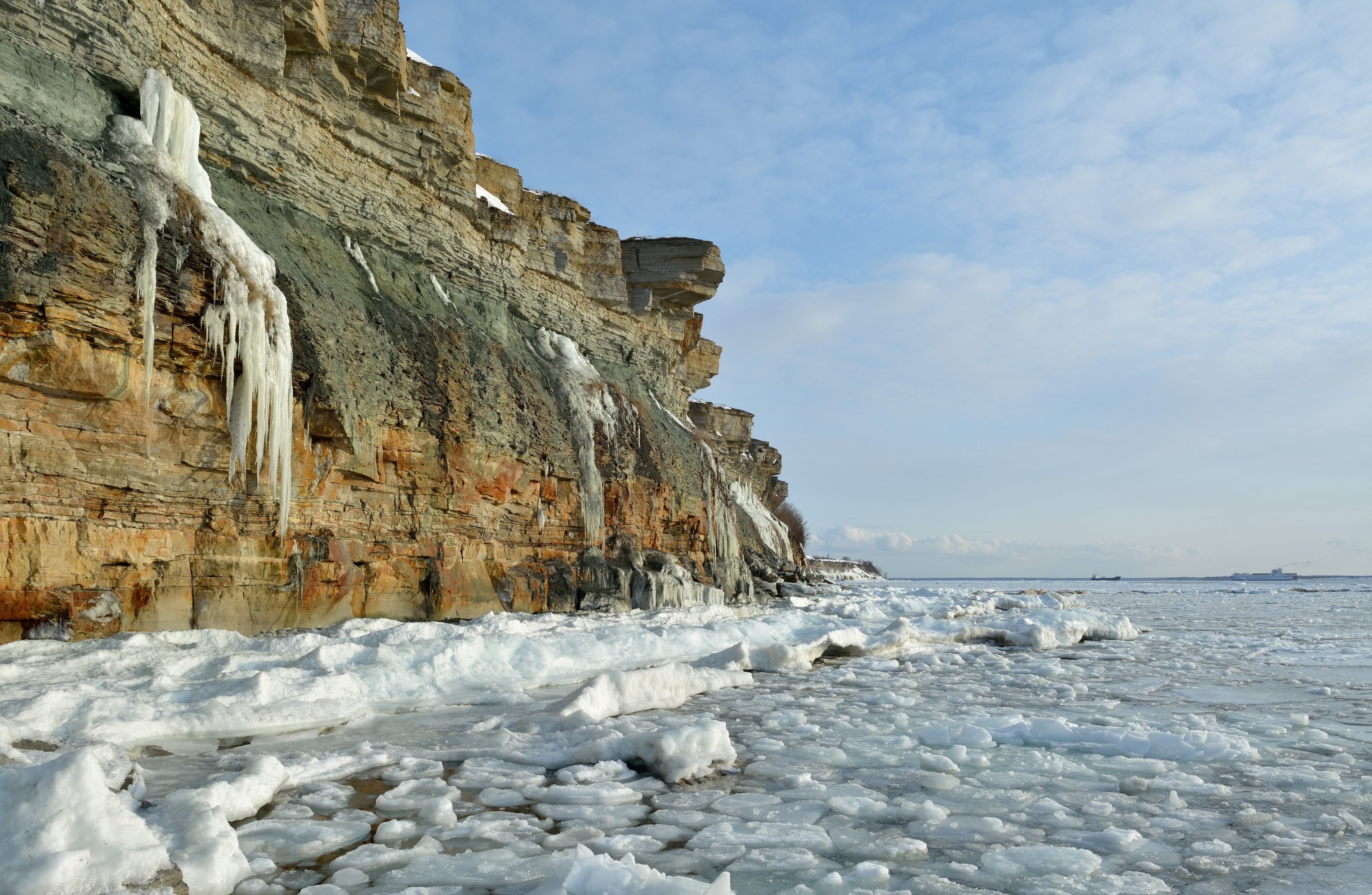